# Hjalmar Karlsson
Ernst Hjalmar Karlsson (Örebro, 1º marzo 1906 – Ekerö, 2 aprile 1992) è stato un velista svedese.

## Palmarès

### Olimpiadi
- 1 medaglia:
  - 1 oro (Melbourne 1956 nella classe 5,5 metri)